# Ilha Buss
Ilha Buss é uma ilha fantasma supostamente situada no Atlântico Norte.
Durante a terceira expedição de Martin Frobisher, em setembro de 1578, os marinheiros que iam a bordo do navio Emmanuel (cujo capitão era Richard Newton) disseram ter avistado uma ilha entre a Islândia e a também fantasmagórica Frislândia, à latitude de 57°N (a determinação de uma longitude ou meridiano era nessa época assaz imprecisa).
A suposta ilha foi denominada segundo o nome então utilizado pelos ingleses para um tipo de chalupa, uma buss, busse ou bridgewater (ponte-de-água). Supõe-se como muito provável que Martin Frobisher e seus acompanhantes confundiram a Gronelândia com a suposta "Frislândia" e a ilha Baffin com a Gronelândia, talvez pelos espelhismos que se produzem da Gronelândia (aos 62°N). Depois, com o regresso do navio Emmanuel a portos ingleses, foram sendo produzidos erros de cálculo que deram lugar à inserção nos mapas da época (século XVI) da chamada ilha Buss.
Em 1671 um tal Thomas Shepar declarou ter explorado e cartografado a ilha Buss, a qual apareceu nos mapas até ao século XIX